# EternalBlue
EternalBlue, đôi khi được cách điệu thành ETERNALBLUE, là một khai thác thông tin để có được phát triển bởi Cục An ninh Quốc gia Hoa Kỳ (NSA). Nó đã bị rò rỉ bởi những nhóm hacker The Shadow Brokers vào ngày 14 tháng 4 năm 2017, và đã sử dụng như là một phần của Vụ tấn công WannaCry trên toàn thế giới vào ngày 12 tháng 5 năm 2017.

## Chi tiết
EternalBlue khai thác một lỗ hổng trong việc triển khai thực hiện giao thức SMB (Server Message Block) của Microsoft. Lỗ hổng này được biểu thị bằng mục CVE-2017-0144 trong mục Danh mục Khiếm ẩn Chung và Phơi nhiễm (CVE). Các lỗ hổng tồn tại tại bởi vì máy chủ SMBv1 trong các phiên bản khác nhau của Microsoft Windows chấp nhận các gói dữ liệu đặc biệt được tạo bởi những kẻ tấn công từ xa, cho phép họ thực thi mã tùy ý trên máy tính mục tiêu.
Bản cập nhật bảo mật Windows tiêu chuẩn vào ngày 14 tháng 3 năm 2017 đã giải quyết vấn đề thông qua cập nhật bảo mật MS17-010 cho tất cả các phiên bản Windows hiện đang được hỗ trợ tại thời điểm đó là Windows Vista,Windows 7, 8.1, Windows 10, Windows Server 2008, Windows Server 2012, và Windows Server 2016.
Nhiều người dùng Windows khi đó đã không cài đặt MS17-010, hai tháng sau ngày 12 tháng 5 năm 2017, cuộc tấn công WannaCry đã sử dụng lỗ hổng EternalBlue để lây lan chính nó.
Vào ngày 13 tháng 5 năm 2017, một ngày sau cuộc tấn công, Microsoft đã thực hiện một bước rất khác thường trong việc cung cấp bản cập nhật bảo mật cho Windows XP, Windows 8, và Windows Server 2003 qua tải về từ Microsoft Bản danh Mục.